# Амфий
В греческой мифологии имя Амфий (др.-греч. Ἅμφιος) относится к двум защитникам Трои:
- Амфий, сын Меропа[англ.] из Перкоты. Игнорируя совет своего отца, он и его брат Адраст отправились на Троянскую войну и были убиты Диомедом[1][2].
- Амфий, сын Селага из Песа. Был убит Аяксом Великим[3][4].

## Эпоним
- (37519) Амфий, астероид Юпитера.